# Йохана Баварска (1362 – 1386)
Вижте пояснителната страница за други личности с името Йохана Баварска.
Йохана Баварска (на немски: Johanna von Bayern; * 1362, Хага; † 31 декември 1386, Прага) от династията Вителсбахи, е баварска принцеса и чрез женитба кралица на Бохемия от 1378 до 1386 г.

## Живот
Тя е втората дъщеря на Албрехт I (1336 – 1404), херцог на Щраубинг-Холандия, и първата му съпруга Маргарета от Лигнитц-Бриг († 1386).
На 29 септември 1370 г. Йохана се омъжва на осем години за деветгодишния Вацлав IV (1361 – 1419), по-късно крал на Бохемия. Той е най-възрастният син на император Карл IV от династията Люксембурги и Анна от Швайдниц. Бракът е бездетен.
Йохана умира през 1386 г. от ухапване от ловното куче на нейния съпруг в манастира Кьонигзал до Прага. Вацлав се жени на 2 май 1389 г. за София Баварска, племенница втора степен на Йохана и дъщеря на Йохан II, херцог на Бавария-Мюнхен.